# Геннінг Манкелль
Ге́ннінг Гео́рг Ма́нкелль також Ге́ннінґ Ґео́рґ Ма́нкелль (швед. Henning Georg Mankell, 3 лютого 1948, Стокгольм — 5 жовтня 2015) — шведський прозаїк, драматург, режисер і видавець, автор детективних романів про комісара Курта Валландера. Останнім часом жив переважно в Мозамбіку, а на літо повертався до Швеції. З 1998 року до смерті був одружений з дочкою шведського режисера Інґмара Бергмана, мав четверо дітей — Томаса, Маріуса, Мортена і Йона. Його книжки розійшлися тиражем понад 40 мільйонів примірників.

## Життєпис
Геннінґ Манкелль народився в сім'ї юриста Івара Геннінґссона Манкелля та Інґрід Біргітти Манкелль (до шлюбу Бергстрем). Названий на честь діда — шведського композитора Івара Геннінґа Манкелля. Батьки розлучилися, коли йому був один рік, і хлопчик ріс разом із старшою сестрою спершу у Свеґу, що в Гер'єдалені, де його батько працював суддею, а потім у Буросi, що у Вестер'єтланді. Мати наклала на себе руки, коли синові було двадцять років.
Манкелль із самого дитинства мріяв стати письменником, але цікавився також театром. Він вступив до театральної школи й уже вісімнадцятилітнім почав свою кар'єру на посаді помічника режисера у стокгольмському театрі Riks. З 1968 року він працював театральним режисером і письменником, поставивши собі мету викривати сучасне суспільство. Він брав участь у акціях протесту проти війни у В'єтнамі, колоніальної війни Португалії в Африці й режиму апартеїду в Південно-Африканській Республіці. Також співпрацював із журналом Folket i Bild/Kulturfront. У 70-х роках Манкелль перебрався до Норвегії, де, зокрема, брав участь у діяльності Робітничої комуністичної партії Норвегії, але так і не став її членом,. Згодом, у 2002, Манкелль матеріально підтримав ліву норвезьку газету Klassekampen («Класова боротьба»), купивши її паї на 50 000 норвезьких крон.
У 1972-му Манкелль вирушив у подорож до Африки й провів два роки в Замбії. Африка назавжди стала його другою батьківщиною. «Я стою однією ногою в снігу, а другою — в піску», — сказав він про себе в одному з інтерв'ю.
Його літературна діяльність почалась у 1973-му з роману «Підривник гір», у якому йдеться про історію робітничого руху. Романи і п'єси письменника мали соціальну скерованість.
Наприкінці 70-х років Манкелль став регулярно їздити до Африки, спершу до Зімбабве, а тоді до Мозамбіку. В середині 80-х років він заснував у Мапуту театральну трупу, а в 1986-му очолив театр Avenida, єдиний професіональний театр у Мозамбіку. Письменник по півроку проводив то в Швеції, то в Африці. Його враження від Африки знайшли відображення в романі «Червона антилопа» (2001) про хлопчика-бушмена.
Наступні десять років Манкелль працював режисером і художнім керівником театру Theater von Västerbotten у Шеллефтео, а з 1984 року — театру Kronoborg у місті Векше. Будучи зайнятий цією роботою, він нічого не публікував з 1984 по 1990 рік.
«Безликий убивця» — перший роман із серії про детектива Курта Валландера — вийшов у світ 1991 року, мав великий успіх у Швеції й одержав кілька нагород. Однак тільки з третьої книжки про Валландера під назвою «Біла левиця» серія детективів здобула міжнародне визнання. Ці детективи написано за традицією романів шведських письменників Май Шевалль і Пера Валее про комісара поліції Мартіна Бека. Численні твори цієї Манкеллевої серії екранізовано, деякі з них — кілька разів. Така творчість не означала, що письменник відійшов від соціальної тематики. Всі твори наповнені роздумами про шляхи розвитку Швеції, проблеми емігрантів і про потребу боротися з будь-якими видами екстремізму. Манкелль і досі вділяє немало місця політичним і громадянським темам, як-от у романі «Китаєць» 2008, у якому описано особисті переживання автора.
Манкелль — автор численних книжок для дітей і юнацтва, як-от «Загадка вогню» (1996) і «Хлопчик, що спить на засніженому ліжку» (1998). У 2003-му Манкелль у спіавторстві з акторами театру Граца і «Авенідо» написав і поставив п'єсу Butterfly Blues.
Письменник створив свій власний видавничий дім Leopard Förlag, щоб підтримувати молоді таланти з Африки і Швеції. У 2007 році він пожертвував 15 мільйонів шведських крон для «Дитячих сіл SOS» у Мозамбіку. Також через організацію «Рука в руку» пожертвував гроші на село Нелвілі, що на півдні Індії.
Геннінґ Манкелль був на борту корабля MS Sofia, одного з «Флотилії свободи», яка спробувала порушити ембарго, яке Ізраїль наклав на сектор Газа. У результаті захоплення «Флотилії свободи» 31 травня 2010, Манкелля депортували до Швеції. Він послідовно закликав до санкцій проти Ізраїлю. Вважають, що письменник стоїть на заваді перекладу його книжок мовою іврит.

## Почесті
У червні 2008 року Манкелль став почесним доктором Сент-Ендрюського університету в Шотландії. 2009 року Манкелль одержав Премію миру імені Е. М. Ремарка міста Оснабрюк за свою працю в Африці. Частину призового фонду Манкелль пожертвував на проект німецького режисера Крістофа Шлінґензіфа на будівництво концертного залу в одній із африканських країн.

## Прозові твори
- 1973 — «Підривник гір» // Bergsprängaren
- 1974 — «Піщаний художник» // Sandmålaren
- 1977 — «Дурник» // Vettvillingen
- 1979 — «Зникла тюремна колонія» // Fångvårdskolonin som försvann
- 1980 — «Іменний військовий жетон» // Dödsbrickan
- 1981 — «Смерть моряка» // En Seglares Död
- 1982 — «Сестри Дейзі» // Daisy Sisters
- 1984 — «Сага про Ісидора» // Sagan om Isidor
- 1990 — «Око леопарда» // Leopardens öga
- 1990 — «Пес, що біг до зірок» // Hunden som sprang mot en stjärna (дитяча книжка, перша із серії про Юеля)
- 1991 — «Безликий убивця» // Mördare utan ansikte
- 1991 — «Тіні виростають у присмерку» // Skuggorna växer i skymningen (дитяча книжка, друга із серії про Юеля)
- 1992 — «Собаки-шукачі в Ризі» // Hundarna i Riga
- 1992 — «Кицька, що любила дощ» // Katten som älskade regn (дитяча книжка)
- 1993 — «Біла левиця» // Den vita lejoninnan
- 1994 — «Усміхнений чоловік» // Mannen som log
- 1995 — «Інфантильна комедія» // Comédia infantil (екранізовано 1998)
- 1995 — «Хибний слід» // Villospår
- 1995 — «Таємниця вогню» // Eldens hemlighet (дитяча книжка про Софію)
- 1996 — «П'ята жінка» // Den femte kvinnan
- 1996 — «Хлопчик, що спав на засніженому ліжку» // Pojken som sov med snö i sin säng (дитяча книжка, третя із серії про Юеля)
- 1996 — «Смерть фотографа» // Fotografens död
- 1997 — «На крок позаду» // Steget efter (екранізовано 2005)
- 1998 — «Глуха стіна» // Brandvägg (екранізовано 2006)
- 1998 — «Мандрівка на край світу» // Resan till världens ände (дитяча книжка, четверта і остання з серії про Юеля)
- 1999 — «Піраміди» (оповідання) // Pyramiden
- 1999 — «У піску і глині» // I sand och i lera
- 2000 — «Поверненення танцмейстера» // Danslärarens återkomst (екранізовано 2003)
- 2000 — «Лабіринт» // Labyrinten
- 2000 — «Червона антилопа» («Син вітрів») // Vindens son
- 2000 — «Оповідь про берег часу» // Berättelse på tidens strand
- 2001 — «Чайний пакетик» // Tea-bag
- 2001 — «Загадка вогню» // Eldens gåta (дитяча книжка про Софію)
- 2002 — «Перед заморозками» // Innan frosten
- 2003 — «Я вмираю, але пам'ять живе» // Jag dör, men minnet lever (біографія)
- 2004 — «Глибина» // Djup
- 2005 — «Мозок Кеннеді» // Kennedys hjärna
- 2005 — «Шал вогню» // Eldens vrede (дитяча книжка про Софію)
- 2006 — «Італійські черевики» // Italienska skor
- 2008 — «Китаєць» // Kinesen
- 2009 — «Неспокійна людина» // Den orolige mannen
- 2011 — «Пам'ять брудного ангела» // Minnet av en smutsig ängel
- 2013 — «Рука» // Handen
- 2014 — «Пісок-пливун» // Kvicksand
- 2015 — «Шведські ґумові чоботи» // Svenska gummistövlar

## П'єси
- «Від щеняти до поета» // Från valp till diktare
- «Екскаваторний ківш» // Grävskopan
- «Ще один землетрус» // Påläggskalven
- «Антилопи» // Antiloperna
- «Штурмувати небо» // Att storma himlen
- «Оповіді про берег часу» // Berättelser på tidens strand
- «Безсовісний убивця Гассе Карлссон» // Den samvetslöse mördaren Hasse Karlsson
- «Капітан Дарвіна» // Darwins kapten
- «Старий танцюрист» // En gammal man som dansar
- «Стрічка на волосся» // Hårbandet
- «Перед світанком» // Innan gryningen
- «Кахельна піч на болоті» // Kakelugnen på myren
- «Лампедуза» // Lampedusa
- «Будівник хатинок» // Mannen som byggde kojor
- «Час пітьми» // Mörkertid
- «І пісок кричить» // Och sanden ropar
- «Чорний Петтер» // Svarte Petter
- «Чайний пакетик» // Teabag
- «Люба сестра» // Älskade syster (Про Елізу Оттесен-Єнсен)
- «Апельсинове дерево» // Apelsinträdet
- «І далі лежу під деревом» // Under trädet lever jag vidare
- «Біг на вулиці» // Gatlopp
- «Зустріч після обіду» // Möte om eftermiddagen
- «Брехунці: дев'ять одноактівок про Стріндберга» // Lögnhalsarna: nio enaktare om Strindberg

 — «Від'їзд» // Uppbrott
 — «Актриса» // Skådespelerskan
 — «Терновий вінець» // Törnekronan
 — «Сірі» // Siri
 — «Неапольські сорочки» // Skjortorna i Neapel
 — «Гірський жайворонок» // Berglärkan
 — «Столярний верстат» // Hyvelbänken
 — «Брехунці» // Lögnhalsarna
 — «Малий Вернер» // Lille Verner

## Українські переклади
- Італійські черевики (Х. : Фоліо, 2011; ISBN 978-966-0358-089; переклала Ганна Мамчур)
- Кіт, що любив дощ (К. : Махаон-Україна, 2014; ISBN 978-617-526-684-7; переклала Галина Кирпа)
- П'ята жінка.  — Харків: КСД, 2019, 592 стор. ISBN 978-617-12-5751-1; переклав Олег Король